# Route nationale 64 (Belgique)
 (avril 2020).
Si vous disposez d'ouvrages ou d'articles de référence ou si vous connaissez des sites web de qualité traitant du thème abordé ici, merci de compléter l'article en donnant les références utiles à sa vérifiabilité et en les liant à la section « Notes et références ».
Pour les articles homonymes, voir Route nationale 64.
La route nationale 64 est une route nationale de Belgique de 41,5 kilomètres qui relie Tienen à Huy.

## Description du tracé

### Communes sur le parcours
- Région flamande
  -  Province du Brabant flamand
    - Tienen
    - Bost (Tienen)
    - Goetsenhoven

  -  Région wallonne
    - Lincent
    - Hannut
    - Wanze
    - Statte
    - Huy